# 루시페레이스

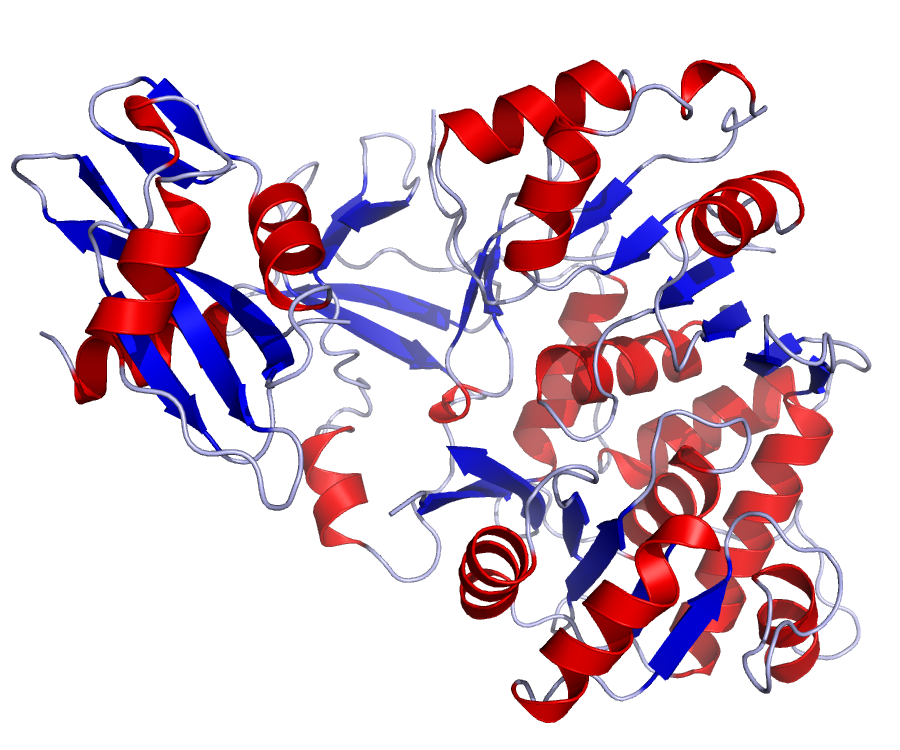
개똥벌레 루시페레이스의 구조

루시페레이스(Luciferase) 또는 루시페라아제는 루시페린을 산화시키는 효소이다. 개똥벌레와 발광성 미생물 등에 존재하며 생물 발광에 관여하고 있다. 루시페린은 특정한 물질을 뜻하는 말이 아니며, 발광에 관여하는 물질을 통칭하는 명칭이다.

## 개똥벌레
개똥벌레(학명:Phostinus pyrails)의 루시페레이스는 루시페린을 산화시킬 때 ATP와 조효소 A, Mg2+을 필요로 한다. 루시페린은 ATP와 반응하여 루시페릴 아데닌산을 만들고, 루시페릴 아데닌산이 산소와 반응하여 산화될 때 발광이 일어난다.
루시페린 + ATP → 활성 루시페린(루시페린 아데닌산) + PPi
활성 루시페린(루시페린 아데닌산) + O2 → 산화 루시페린 + AMP + 발광
개똥벌레 루시페레이스의 최적 pH는 7.0, 최적 온도는 23°C이다.

## 미생물
Achromobacter fischerii의 루시페레이스는 플래빈 모노뉴클레오타이드를 루시페린으로 삼는다. 긴 사슬의 지방족 알데하이드와 산소의 존재하에서 반응을 진행시킨다.
FMNH2 + RCHO + O2 → 발광
Achromobacter fischerii 루시페레이스의 최적 pH는 6.8, 최적 온도는 27°C이다.

## 그 외
갑각류의 일종인 Cypridina hilgendorfii에는 특유의 루시페린에만 작용하는 루시페레이스가 있다고 알려져 있다. 최적 pH는 7.0, 최적 온도는 25°C이다.그렇다고 한다.

## 같이 보기
- 정족수 감지

## 참고 문헌
- 성용길, 김창홍 역, 化學大辭典編集委員會 편, 〈루시페라아제〉, 《화학대사전》, 서울: 世和, 2001.